# Agrilus relegatoides
Agrilus relegatoides es una especie de insecto del género Agrilus, familia Buprestidae, orden Coleoptera.
Fue descrita científicamente por Novak, 2003.